# 474 Prudentia
474 Prudentia eller 1901 GD är en asteroid i huvudbältet, som upptäcktes 13 februari 1901 av den tyske astronomen Max Wolf. Den är uppkallad efter det latinska ordet Prudentia vilket betyder Förstånd.
Asteroiden har en diameter på ungefär 39 kilometer.